# František Antonín Nickerl
František Antonín Nickerl (ur. 4 grudnia 1813 w Pradze, zm. 4 lutego 1871 tamże) – czeski lekarz i entomolog, niemieckiego pochodzenia, specjalizujący się w lepidopterologii, zwłaszcza motylach Karkonoszy.
Studiował filozofię i medycynę na Uniwersytecie w Pradze. W 1841 uzyskał dyplom lekarski. Od 1854 był profesorem nauk przyrodniczych na Politechnice Czeskiej w Pradze. Był także profesorem zoologii w Grazu. Od 1852 roku redagował czasopismo przyrodnicze „Lotos”. W Muzeum Narodowym w Pradze był pracownikiem badawczym i kuratorem. Tam też znajduje się jego zbiór motyli.
Jego syn Otokar Nickerl również był entomologiem.